# Bañado de Ovanta
Bañado de Ovanta är en kommunhuvudort i Argentina.   Den ligger i provinsen Catamarca, i den norra delen av landet, 1 000 kilometer nordväst om huvudstaden Buenos Aires. Bañado de Ovanta ligger 474 meter över havet och antalet invånare är 971.
Terrängen runt Bañado de Ovanta är platt. Runt Bañado de Ovanta är det mycket glesbefolkat, med 7 invånare per kvadratkilometer.. Närmaste större samhälle är Los Altos, 18,8 kilometer väster om Bañado de Ovanta.
I omgivningarna runt Bañado de Ovanta växer i huvudsak lövfällande lövskog.